# 英格蘭乙組聯賽
英格蘭乙組聯賽是在1892年至1992年英格蘭足球聯賽系統的次級聯賽。1992年後英超成立而成為第三級聯賽，直至2004年英冠成立而廢除。現時的第三級為英甲。

## 歷史
英格蘭足球聯賽於1888年由阿士東維拉董事威廉·麦格雷戈創立，最初由12支球會（阿克寧頓足球會, 阿士東維拉, 布莱克本流浪者, 博尔顿, 伯恩利, 德比郡, 埃弗顿, 諾士郡, 普雷斯顿, 斯托克 (現在的斯托克城), 西布罗姆维奇及狼队）組成單一組別的足球聯賽。3月22日於倫敦召開了會議，討論在英格蘭足總盃賽制下一旦過早出局，俱樂部將近一年無法進行比賽，造成重大財務損失，而球迷也難以等候如此之久，事情最終在4月17日在曼徹斯特得到解決。 
麥格雷戈本人曾反對使用"足球聯賽"這一名稱，憂慮它會與當時的"愛爾蘭土地聯盟"（Irish Land League）產生聯繫，但最終仍因多數投票通過。這一聯賽為所有會員俱樂部提供確定的比賽日程安排。。從地理上看，這些比賽平均分佈在英格蘭北部和中部地區。
1889年至1892年期間，曾有一個名為英格蘭足球同盟的競爭聯賽存在。1892年兩個聯賽決定正式合併，足球聯賽第二級別應運而生，主要由足球同盟的球隊組成。原有的足球聯賽球隊加上三支實力最強的聯盟球隊則組成英格蘭甲組聯賽。
第二級別成立於1892年，最初有12支球隊，大部分是之前參與過足球聯盟的球隊。最初的成員包括阿德維克(現在的曼彻斯特城足球俱乐部)，布特爾足球俱樂部, 伯頓斯威夫茨足球俱樂部，克鲁足球俱乐部，達雲足球俱樂部，格林斯比镇足球俱乐部，林肯城足球俱乐部，諾夫維治維多利亞足球會，韦尔港足球俱乐部，谢菲尔德联足球俱乐部, 小希夫聯盟 (現在的伯明翰足球會)及沃尔索尔足球俱乐部。
隨著時間的推移，這個聯賽的球隊數量不斷擴大，最終增加到24支球隊。在1893年有15支球隊，1894年有16支，1898年有18支，1905年有20支，1919年有22支，1987年有23支，1988年有24支。
在最初的幾年裡，第二級別並沒有自動晉升到第一級別的制度。取而代之的是，第二級別的前幾名球隊（包括冠軍）需要與第一級別的倒數幾名球隊進行一系列的測試賽。1892-93賽季的冠軍小希夫聯盟在測試賽中輸給了紐頓希夫，因此未能晉升。然而亞軍錫菲聯擊敗阿克靈頓，成為第一支成功晉升到第一級別的球隊。1898年測試賽被取消，因為般尼和斯托克合謀故意打成0-0平局，結果般尼晉升，斯托克免於降級。
在第二級別的降級制度方面，1919-20年賽季最後一名的格里姆斯比鎮讓位給卡迪夫城，並與南方球隊組成了新的第三級別聯賽。之後的賽季中，根據地理位置，兩支球隊被降級到第三級別英格蘭足球丙級北部聯賽或英格蘭足球丙級南部聯賽。當第三級別在1958-59年重新統一後，降級安排得以保留；從1974年開始每季還會有第三支球隊被降級。